# Pseudohomophoneffekt
Der Pseudohomophoneffekt besagt, dass die Aussprache von Nichtwörtern durch ihre Ähnlichkeit mit Wörtern (Pseudohomophone) beeinflusst wird und erhärtet damit die Annahme des dual route model, welches eine lexikalische und nichtlexikalische Route der Verarbeitung proklamiert, wobei die beiden Routen nicht streng getrennt sind.
Die Versuche untersuchten die lexikalische Entscheidungsfähigkeit. Im Experiment sollten Probanden entscheiden, ob die ihnen gezeigten Buchstabenfolgen echte Wörter oder Pseudowörter sind. Die Probanden taten sich in der Regel schwerer, Pseudohomophone (also nicht existente Wörter, welche einem real im Wörterbuch nachschlagbaren Wort ähnlich klingen = Homophonie) als falsche Wörter zu erkennen. Nichtwörter ohne einen homophonen Partner konnten die Versuchspersonen mit höherem Erfolg aus der vorgelegten Liste aussortieren.
Laut Coltheart ergibt sich aus dem Pseudohomophoneffekt die Dual-route-Theory (auch: DRM – Dual Route Model): Das mentale Lexikon enthält Informationen zur Aussprache aller Wörter (insbesondere irregulärer Wörter). Während der Verarbeitung geschriebener Sprache stehen dem Leser zwei parallele Zugriffsmöglichkeiten auf das Innere Lexikon zur Verfügung. Zum einen der direkte Weg, welcher auf Graphemen beruht und zum anderen ein indirekter Zugriff, welcher phonologisch rekodierend arbeitet. Den nichtlexikalischen Weg benennt Coltheart als das Lesen über GPC-Regeln (GPC steht für Graphem Phonem Correspondence). Vorgezogen wird dabei diejenige Verbindung, welche am schnellsten auf den gesuchten Eintrag im Mentalen Lexikon Zugriff hat. Nichtwörter und Pseudowörter können nur über die Nichtlexikalische Route verarbeitet werden.
Andere Autoren wie Seidenberg und McClelland, die Anhänger des Konnektionistischen Modells, stellen die Gleichzeitigkeit der beiden Prozesse in Frage und gehen davon aus, dass der Rückgriff auf die Ebene des Sprachlautes lediglich im Zweifel aktiviert wird, nämlich dann, wenn die Worterkennung der geschriebenen Wörter versagt. Die Erstanalyse der geschriebenen Sprache verliefe somit zunächst ohne phonologische Rekodierung. Besner wiederum kritisiert am Konnektionistischen Modell, dass es Nichtwörter schlecht liest, es erkläre somit nur die Lexikalische Route. Laut Coltheart erklärt das Modell zwar, wie Ausnahmewörter gelesen werden, nicht aber das Verständnis von Pseudowörtern, LEA und Lese- beziehungsweise Rechtschreibschwächen (Dyslexie).
Der Pseudohomophoneffekt erklärt nicht die Tatsache, dass Wortbenennung durch die Regularität der Aussprache beeinflusst wird, wie der Regelmäßigkeitseffekt nachweist. Den Effekt simuliert im Computermodell das Dual- route cascaded model (DRcM).